# Isonychus pavonii
Isonychus pavonii är en skalbaggsart som beskrevs av Wilhelm Ferdinand Erichson 1847. Isonychus pavonii ingår i släktet Isonychus och familjen Melolonthidae. Inga underarter finns listade i Catalogue of Life.